# Sucker for Pain
"Sucker for Pain" is een nummer van Lil Wayne in samenwerking met Wiz Khalifa en Imagine Dragons met Logic en Ty Dolla Sign featuring X Ambassadors. Het nummer werd op 24 juni 2016 uitgebracht als tweede single van het sountrackalbum Suicide Squad: The Album, van de gelijknamige film uit 2016 door Atlantic Records. De officiële videoclip verscheen eveneens op dezelfde dag.

## Tracklijst
| Nr. | Titel           | Duur |
| --- | --------------- | ---- |
| 1.  | Sucker for Pain | 4:03 |

## Hitnoteringen

### Nederlandse Top 40
| Hitnotering: 10-09-2016 t/m 24-09-2016 | Hitnotering: 10-09-2016 t/m 24-09-2016 | Hitnotering: 10-09-2016 t/m 24-09-2016 | Hitnotering: 10-09-2016 t/m 24-09-2016 | Hitnotering: 10-09-2016 t/m 24-09-2016 |
| Week:                                  | 1                                      | 2                                      | 3                                      |                                        |
| -------------------------------------- | -------------------------------------- | -------------------------------------- | -------------------------------------- | -------------------------------------- |
| Positie:                               | 37                                     | 29                                     | 32                                     | uit                                    |

### NederlandseSingle Top 100
| Hitnotering: 13-08-2016 t/m 26-11-2016 | Hitnotering: 13-08-2016 t/m 26-11-2016 | Hitnotering: 13-08-2016 t/m 26-11-2016 | Hitnotering: 13-08-2016 t/m 26-11-2016 | Hitnotering: 13-08-2016 t/m 26-11-2016 | Hitnotering: 13-08-2016 t/m 26-11-2016 | Hitnotering: 13-08-2016 t/m 26-11-2016 | Hitnotering: 13-08-2016 t/m 26-11-2016 | Hitnotering: 13-08-2016 t/m 26-11-2016 | Hitnotering: 13-08-2016 t/m 26-11-2016 | Hitnotering: 13-08-2016 t/m 26-11-2016 | Hitnotering: 13-08-2016 t/m 26-11-2016 | Hitnotering: 13-08-2016 t/m 26-11-2016 | Hitnotering: 13-08-2016 t/m 26-11-2016 | Hitnotering: 13-08-2016 t/m 26-11-2016 | Hitnotering: 13-08-2016 t/m 26-11-2016 | Hitnotering: 13-08-2016 t/m 26-11-2016 | Hitnotering: 13-08-2016 t/m 26-11-2016 |
| Week:                                  | 1                                      | 2                                      | 3                                      | 4                                      | 5                                      | 6                                      | 7                                      | 8                                      | 9                                      | 10                                     | 11                                     | 12                                     | 13                                     | 14                                     | 15                                     | 16                                     |                                        |
| -------------------------------------- | -------------------------------------- | -------------------------------------- | -------------------------------------- | -------------------------------------- | -------------------------------------- | -------------------------------------- | -------------------------------------- | -------------------------------------- | -------------------------------------- | -------------------------------------- | -------------------------------------- | -------------------------------------- | -------------------------------------- | -------------------------------------- | -------------------------------------- | -------------------------------------- | -------------------------------------- |
| Positie:                               | 58                                     | 43                                     | 37                                     | 35                                     | 30                                     | 30                                     | 31                                     | 32                                     | 37                                     | 41                                     | 47                                     | 50                                     | 68                                     | 75                                     | 82                                     | 88                                     | uit                                    |

## Achtergrond
In de Verenigde Staten behaalde het nummer plaats 15 in de Billboard Hot 100 en plaats 3 in de Hot R&B/Hip-Hop Songs.